# Saint-Laurent (Lot-et-Garonne)
Saint-Laurent (okzitanisch: Sent Laurenç) ist eine Gemeinde mit 459 Einwohnern (Stand: 1. Januar 2022) in Frankreich im Département Lot-et-Garonne in der Region Nouvelle-Aquitaine. Die Gemeinde gehört zum Arrondissement Nérac und zum Kanton Lavardac. 

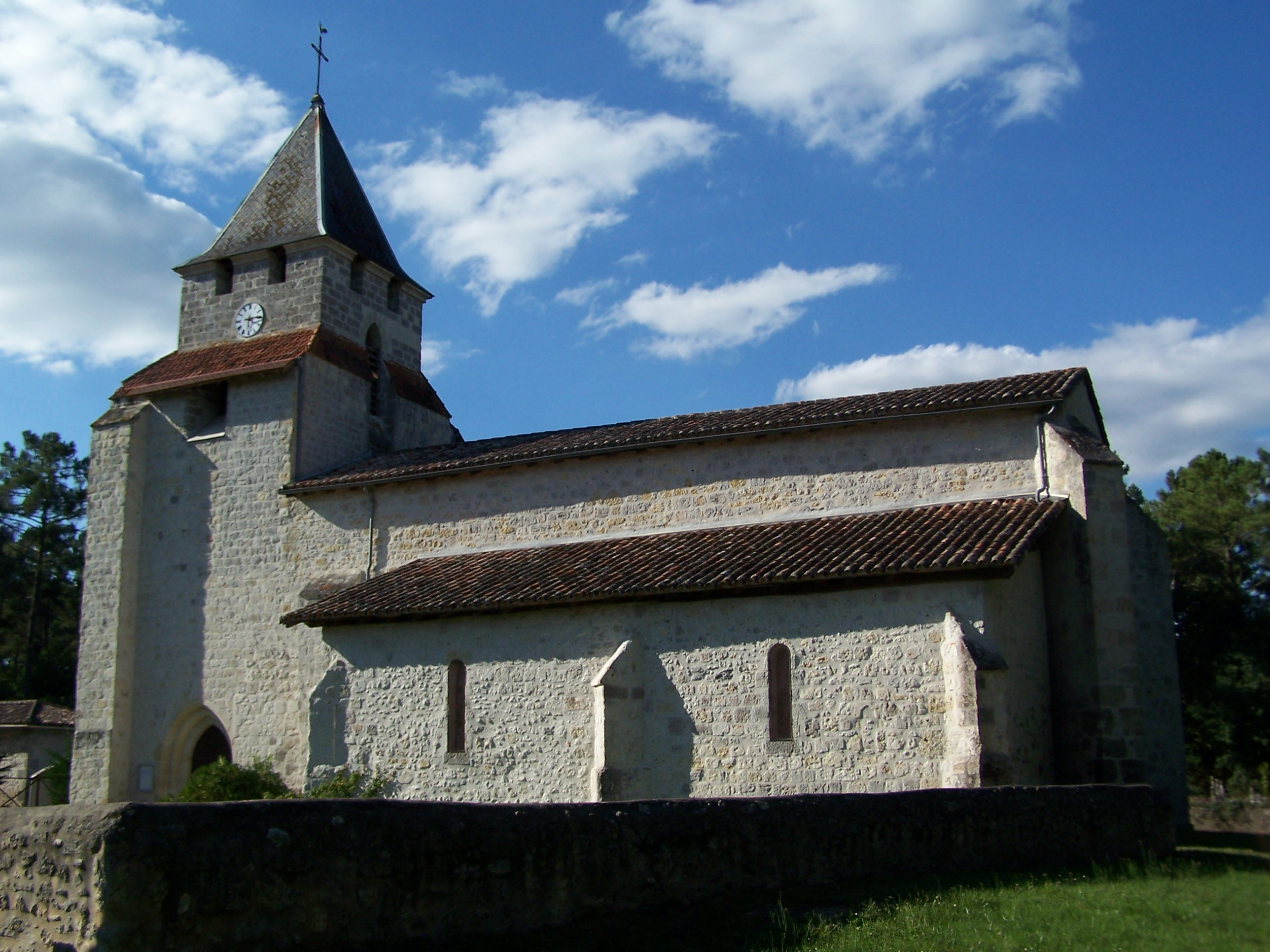
Église Saint-Laurent

## Geografie
Saint-Laurent liegt etwa 19 Kilometer westnordwestlich von Agen. Die Garonne begrenzt die Gemeinde im Norden. Umgeben wird Saint-Laurent von den Nachbargemeinden Port-Sainte-Marie im Norden und Nordwesten, Bazens im Norden, Clermont-Dessous im Nordosten, Montesquieu im Osten und Südosten, Bruch im Süden sowie Feugarolles im Westen und Südwesten.

## Bevölkerungsentwicklung
| Jahr                      | 1962 | 1968 | 1975 | 1982 | 1990 | 1999 | 2006 | 2011 | 2016 |
| Einwohner                 | 457  | 522  | 529  | 450  | 501  | 503  | 492  | 497  | 523  |
| Quelle: Cassini und INSEE |      |      |      |      |      |      |      |      |      |

## Sehenswürdigkeiten
- Kirche Saint-Laurent